# Salvate il soldato Ryan (colonna sonora)
Salvate il soldato Ryan (Saving private Ryan, dall'originale inglese), è il titolo della colonna sonora dell'omonimo film di Steven Spielberg del 1998.

Le musiche sono di John Williams.

## Tracce
1. Hymn to the Fallen – 6:10
2. Revisiting Normandy – 4:06
3. Omaha Beach – 9:15
4. Finding Private Ryan – 4:37
5. Approaching the Enemy – 4:31
6. Defense Preparation – 5:54
7. Wade's Death – 4:30
8. High School Teacher – 11:03
9. The Last Battle – 7:57
10. Hymn to the Fallen (Reprise) – 6:10

## Riconoscimenti
La colonna sonora è stata candidata al Premio Oscar nel 1999 (premio vinto poi dall'italiano Nicola Piovani per La vita è bella), al BAFTA Awards e al Golden Globe. L'album ha vinto:
- un BMI Film Music Award alla cerimonia dei BMI Film & TV Awards;
- un Critics' Choice Movie Award.
- un Grammy Award.